# Frank Kaminsky
Francis Stanley Kaminsky III, detto Frank (Lisle, 4 aprile 1993), è un cestista statunitense, di ruolo ala grande o centro, professionista nella NBA.

## Biografia
Ha origini serbe e polacche.

## Carriera
Viene scelto al Draft NBA 2015, con la nona chiamata, dagli Charlotte Hornets.
Nella stagione 2023-2024 giocherà per il Partizan.

## Statistiche

### NCAA
| Anno      | Squadra           | PG  | PT | MP   | TC%  | 3P%  | TL%  | RP  | AP  | PRP | SP  | PP   |
| --------- | ----------------- | --- | -- | ---- | ---- | ---- | ---- | --- | --- | --- | --- | ---- |
| 2011-2012 | Wisconsin Badgers | 35  | 0  | 7,7  | 41,1 | 28,6 | 50,0 | 1,4 | 0,3 | 0,1 | 0,4 | 1,8  |
| 2012-2013 | Wisconsin Badgers | 32  | 2  | 10,3 | 43,9 | 31,1 | 76,7 | 1,8 | 0,8 | 0,4 | 0,5 | 4,2  |
| 2013-2014 | Wisconsin Badgers | 38  | 38 | 27,2 | 52,8 | 37,8 | 76,5 | 6,3 | 1,3 | 0,7 | 1,7 | 13,9 |
| 2014-2015 | Wisconsin Badgers | 39  | 39 | 33,6 | 54,7 | 41,6 | 78,0 | 8,2 | 2,6 | 0,8 | 1,5 | 18,8 |
| Carriera  | Carriera          | 144 | 79 | 20,4 | 52,2 | 36,9 | 76,3 | 4,6 | 1,3 | 0,5 | 1,1 | 10,1 |

#### Massimi in carriera
- Massimo di punti: 43 vs North Dakota (19 novembre 2013)[3]
- Massimo di rimbalzi:  15 vs Wisconsin-Green Bay (19 novembre 2014)
- Massimo di assist: 7 vs Minnesota (5 marzo 2015)
- Massimo di palle rubate: 4 vs Marquette (6 dicembre 2014)
- Massimo di stoppate: 7 vs Wisconsin-Green Bay (19 novembre 2014)
- Massimo di minuti giocati: 43 vs Michigan (24 gennaio 2015)

### NBA

#### Regular season
| Anno      | Squadra           | PG  | PT | MP   | TC%  | 3P%  | TL%  | RP  | AP  | PRP | SP  | PP   |
| --------- | ----------------- | --- | -- | ---- | ---- | ---- | ---- | --- | --- | --- | --- | ---- |
| 2015-2016 | Charlotte Hornets | 81  | 3  | 21,1 | 41,0 | 33,7 | 73,0 | 4,1 | 1,2 | 0,5 | 0,5 | 7,5  |
| 2016-2017 | Charlotte Hornets | 75  | 16 | 26,1 | 39,9 | 32,8 | 75,6 | 4,5 | 2,2 | 0,6 | 0,5 | 11,7 |
| 2017-2018 | Charlotte Hornets | 79  | 4  | 23,2 | 42,9 | 38,0 | 79,9 | 3,6 | 1,6 | 0,5 | 0,2 | 11,1 |
| 2018-2019 | Charlotte Hornets | 47  | 0  | 16,1 | 46,3 | 36,0 | 73,8 | 3,5 | 1,3 | 0,3 | 0,3 | 8,6  |
| 2019-2020 | Phoenix Suns      | 39  | 13 | 19,9 | 45,0 | 33,1 | 67,8 | 4,5 | 1,9 | 0,4 | 0,3 | 9,7  |
| 2020-2021 | Phoenix Suns      | 47  | 13 | 15,2 | 47,1 | 36,5 | 61,7 | 4,0 | 1,7 | 0,3 | 0,4 | 6,6  |
| 2021-2022 | Phoenix Suns      | 9   | 0  | 20,1 | 54,5 | 33,3 | 90,0 | 4,6 | 1,4 | 0,9 | 0,8 | 10,6 |
| 2022-2023 | Atlanta Hawks     | 26  | 0  | 6,8  | 56,8 | 47,8 | 83,3 | 1,4 | 0,8 | 0,2 | 0,0 | 2,7  |
| 2022-2023 | Houston Rockets   | 10  | 0  | 5,9  | 31,6 | 20,0 | 100  | 1,6 | 1,1 | 0,1 | 0,3 | 1,8  |
| Carriera  | Carriera          | 413 | 49 | 19,8 | 43,0 | 34,9 | 74,6 | 3,8 | 1,6 | 0,4 | 0,4 | 8,8  |

#### Play-off
| Anno     | Squadra           | PG | PT | MP   | TC%  | 3P%  | TL%  | RP  | AP  | PRP | SP  | PP  |
| -------- | ----------------- | -- | -- | ---- | ---- | ---- | ---- | --- | --- | --- | --- | --- |
| 2016     | Charlotte Hornets | 7  | 5  | 27,2 | 30,4 | 29,4 | 81,0 | 4,3 | 1,1 | 0,9 | 0,7 | 7,1 |
| 2021     | Phoenix Suns      | 10 | 0  | 6,8  | 45,5 | 20,0 | 100  | 1,4 | 1,4 | 0,2 | 0,3 | 2,2 |
| Carriera | Carriera          | 17 | 5  | 15,2 | 35,3 | 27,3 | 81,8 | 2,6 | 1,3 | 0,5 | 0,5 | 4,2 |

#### Massimi in carriera
- Massimo di punti: 31 vs Portland Trail Blazers (10 novembre 2021)[4]
- Massimo di rimbalzi:  13 (3 volte)
- Massimo di assist: 8 (2 volte)
- Massimo di palle rubate: 4 vs New Orleans Pelicans (2 novembre 2021)
- Massimo di stoppate: 3 (4 volte)
- Massimo di minuti giocati: 40 vs New York Knicks (25 novembre 2016)

## Palmarès
- John R. Wooden Award (2015)
- Oscar Robertson Trophy (2015)
- Adolph Rupp Trophy (2015)
- Naismith College Player of the Year (2015)
- NABC Player of the Year (2015)
- Associated Press College Basketball Player of the Year (2015)
- Sporting News Player of the Year (2015)
- NCAA AP All-America First Team (2015)
- Kareem Abdul-Jabbar Award (2015)